# Cementerio de Sad Hill
El Cementerio de Sad Hill es una obra de arquitectura cinematográfica construida dentro de los límites municipales de Contreras y Santo Domingo de Silos, en la provincia de Burgos (España), para el rodaje de la escena final de la película Il buono, il brutto, il cattivo (El bueno, el feo y el malo).

## Ubicación
Saliendo de Salas de los Infantes, se sigue la N-234 en dirección Burgos y se llega hasta Hortigüela. A partir del desvío hacia Covarrubias y después de 3,5 km, tras un tomar un desvío a la derecha de la carretera, se llega al lugar del rodaje de la batalla del puente de Langston.
Un km después se llega al monasterio de San Pedro de Arlanza, lugar de rodaje de la misión de San Antonio. En dirección a Covarrubias y justo antes de cruzar el segundo puente sobre el río Arlanza en Fuente Tubilla, debe tomarse el camino que surge a la derecha en dirección a Contreras, desde donde se toma la pista que lleva a Santo Domingo de Silos. Este camino conduce al cementerio de Sad Hill. El Cementerio se encuentra a 2 km de la localidad de Contreras.
En 2017, la Asociación Cultural Sad Hill dio los pasos previos a la declaración del Cementerio de Sad Hill como Bien de Interés Cultural (BIC).

## Historia

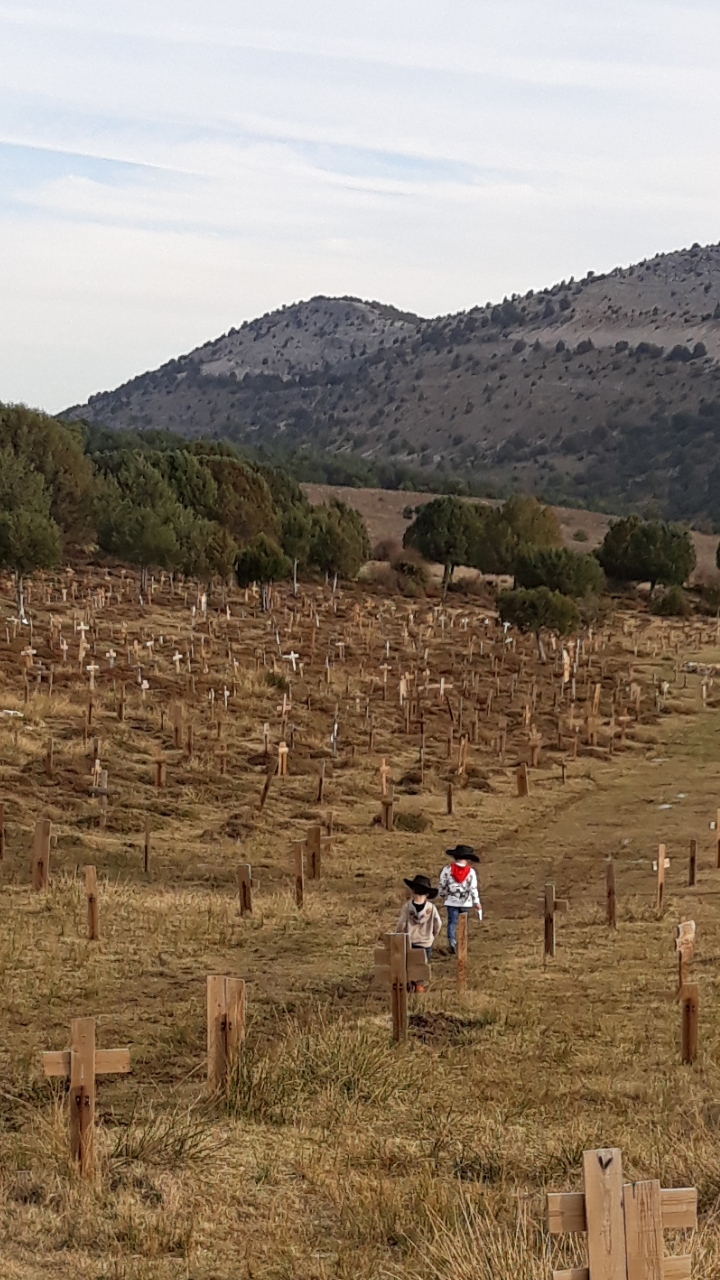
Cruces en el "cementerio"

En el verano de 1966, el director Sergio Leone halló en la Peña de Villanueva y en el valle del Arlanza los escenarios adecuados para el rodaje de El bueno, el feo y el malo.
Tras el rodaje, el lugar permaneció abandonado durante 49 años hasta que en octubre de 2015 comenzaron los trabajos de recuperación del cementerio a manos de voluntarios de la Asociación Cultural Sad Hill. El empedrado central cubierto por una capa vegetal fue desenterrado durante meses y mediante una campaña de micromecenazgo se financió la colocación de las cruces en su posición original.
Todo el proceso de reconstrucción fue registrado en el documental Desenterrando Sad Hill de Guillermo de Oliveira, nominado a los Premios Goya 2019 en la categoría de Mejor Película Documental.
Más de 5000 cruces están situadas en el cementerio de Sad Hill. La más interesante es una dedicada a "La Familia".
La película El bueno, el feo y el malo figura en la historia del cine como obra antológica del spaghetti western.

## Entorno
La comarca de la Sierra de la Demanda tiene un vinculación estrecha y larga con el cine, pues en ella se han rodado películas como: La Laguna Negra (1952), La sombra del Zorro (1962), El valle de las Espadas (1963), Campanadas a medianoche (1965), Doctor Zhivago (1965), Las petroleras (1971) o El milagro de P. Tinto (1998), entre otras.
El entorno cuenta con numerosos valores turísticos, paisajes, fauna, paleontología, arqueología y gastronomía, o el amplio catálogo de recursos de turismo en la Sierra de la Demanda.